# Viscum subserratum
Viscum subserratum är en sandelträdsväxtart som beskrevs av Schlechter. Viscum subserratum ingår i släktet mistlar, och familjen sandelträdsväxter. Inga underarter finns listade i Catalogue of Life.